# 妙安寺 (坂東市)
妙安寺（みょうあんじ）は、茨城県坂東市にある真宗大谷派の寺院。

## 歴史
1233年（天福元年）、成然によって開山された。成然は親鸞の高弟「二十四輩」の一人で、俗名「九条幸実」という九条家出身の公卿であった。当時、幸実は下総国猿島郡一ノ谷村（現・茨城県猿島郡境町）に流されていた。そして常陸国茨城郡稲田（現・茨城県笠間市）に親鸞がいることを知り、親族でもあったため度々親鸞の下を訪れた。そして遂に親鸞に弟子入りし、「成然」を名乗ることになった。
1232年（貞永元年）、親鸞は都に帰還することになり、成然は親鸞より形見の品々が渡され、新しい寺を創建して布教するように教示した。その後、成然は聖徳太子の霊夢を見て、現在地にあった太子ゆかりの最頂院跡地に寺を創建した。
なお、起源を同じくする寺として、群馬県前橋市の妙安寺がある。この寺も山号と院号が同じ「一谷山最頂院」であり、真宗大谷派に属している。また成然が建てた寺として、一ノ谷の妙安寺もある。この寺は山号は同じで院号が異なる「一谷山大法院」であり、真宗大谷派に属している。

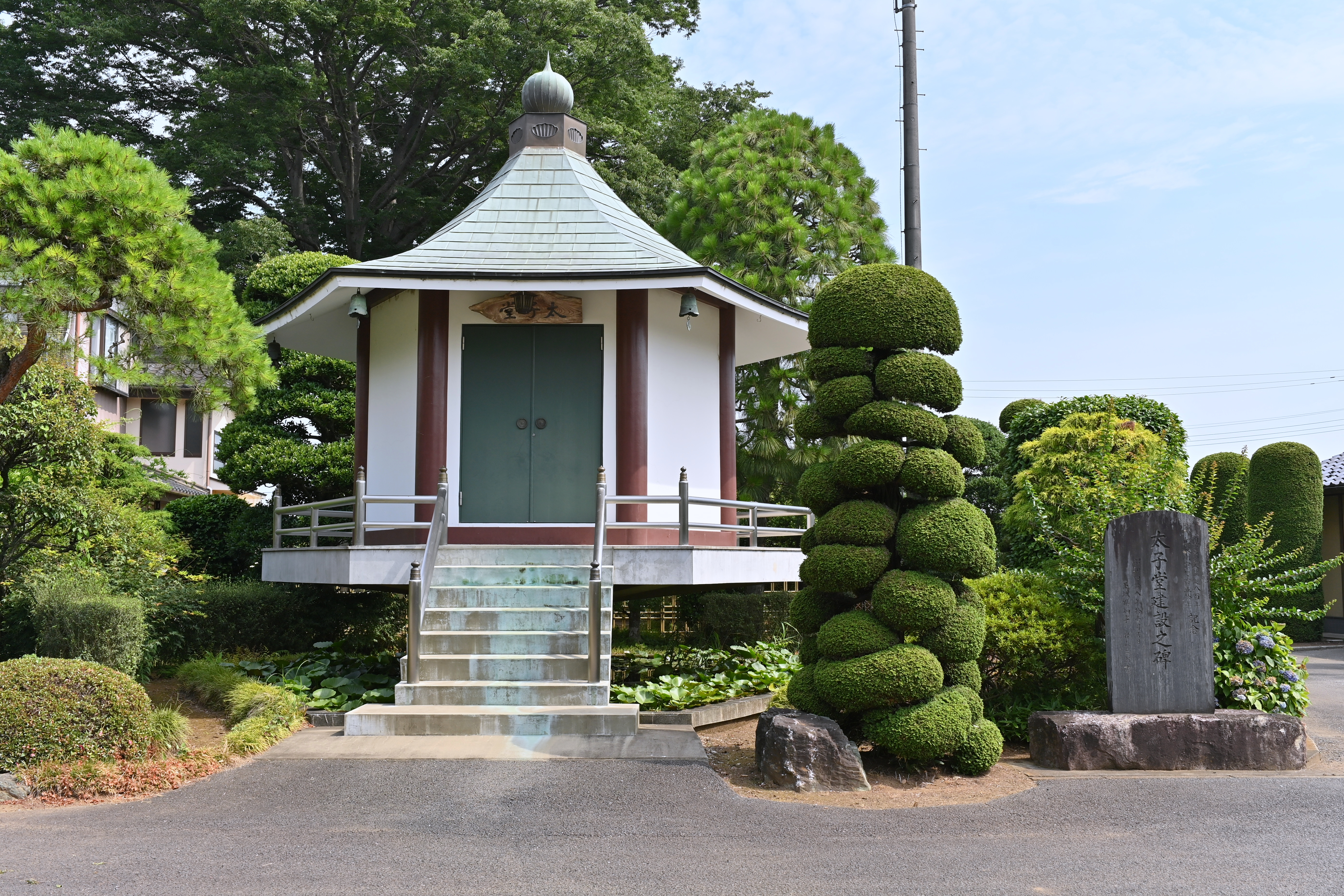
太子堂
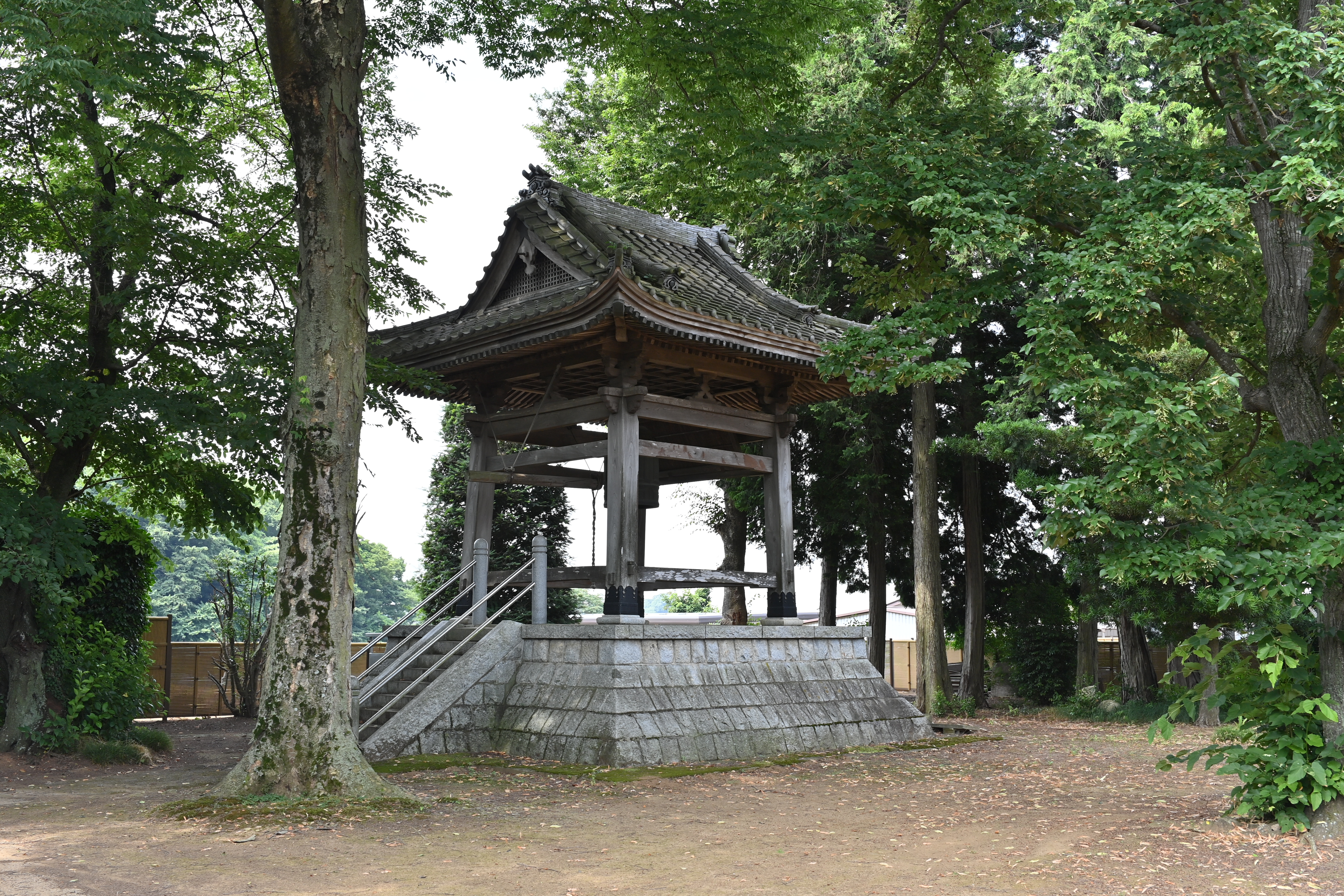
鐘楼

## 文化財
- 聖徳太子木像（茨城県指定文化財 昭和38年8月23日指定）[5]
- 木造十一面観音立像（坂東市指定文化財 平成17年1月25日指定）[6]

## 交通アクセス
- 坂東ICより車10分。